# Bob Weston (guitarrista)
Robert Joseph "Bob" Weston (Plymouth, 1 de novembro de 1947 - Londres, 3 de janeiro de 2012) foi um músico britânico.
Foi guitarrista e compositor da banda Fleetwood Mac quando substituiu Danny Kirwan em 1972.